# Oese (Basdahl)
Oese (plattdeutsch Öös) ist neben Volkmarst ein Ortsteil der Gemeinde Basdahl im Landkreis Rotenburg (Wümme) in Niedersachsen.

## Geographie

### Geographische Lage
Der Ortsteil Oese liegt im Osten der Gemeinde Basdahl und grenzt an die Gemeinde Gnarrenburg. Oese liegt etwa 6 km nördlich von Gnarrenburg, etwa 1,5 km östlich von Basdahl, 3,5 km südlich von Barchel sowie rund 4 km westlich von Fahrendorf (Gnarrenburg) und Klenkendorf. Oese ist über Basdahl mit der Bundesstraße 74 und über Osterwede und Fahrendorf mit der K102 verbunden.

### Ortsteile
Zu Oese gehören die Ortsteile Neu-Oese und Poggemühlen. 

## Geschichte
Das Rittergut Poggemühlen bei Oese war ein ehemaliger Sitz des Adelsgeschlechts von Issendorf. Sie gründeten dort eine Burg, nachdem ihr Sitz auf der Seeburg bei Karlshöfen um 1394 durch das Erzbistum Bremen zerstört wurde. Die ursprüngliche Burg wurde 1586 für den Bau des heutigen Herrenhauses durch Christoph von Issendorf abgebrochen. 1771 wurde das Gut an Arnold Spilcker verkauft. Über die von Göben, von Freese und Lührs gelangte es 1927 an die Herren von Schwarzkopf.

### Historische Bevölkerungsentwicklung
| Zeitpunkt | Einwohner |
| --------- | --------- |
| 1812      | 132       |
| 1848      | 137       |
| 1858      | 197       |
| 1910      | 178       |
| 1949      | 443       |
| 1961      | 359       |
| 1970      | 351       |

## Kultur und Sehenswürdigkeiten

### Rittergut Poggemühlen
Das heutige Herrenhaus ist 1585 errichtet und 1933/34 nach Westen erweitert worden. Zwei Wirtschaftsgebäude schließen rechtwinklig daran an und bilden so einen Dreiseithof. Ein wahrscheinlich früher vorhandener Graben zur Vorburg ist heute verfüllt, so dass die Anlage heute durch eine 10 m breite Gräfte von ca. 140 m × max. 80 m Ausdehnung umschlossen wird. Auf der Vorburg stehen an den Längsseiten vier Wirtschaftsgebäude.

### Kirche
In Oese befindet sich die Patronatskirche St. Christophorus, die 1577/78 vom Ritter Christoph von Issendorf aus Backstein erbaut wurde. Neben der Kirche befindet sich die Freizeit- und Begegnungsstätte Oese, betrieben durch den Kirchenkreis Bremervörde-Zeven.

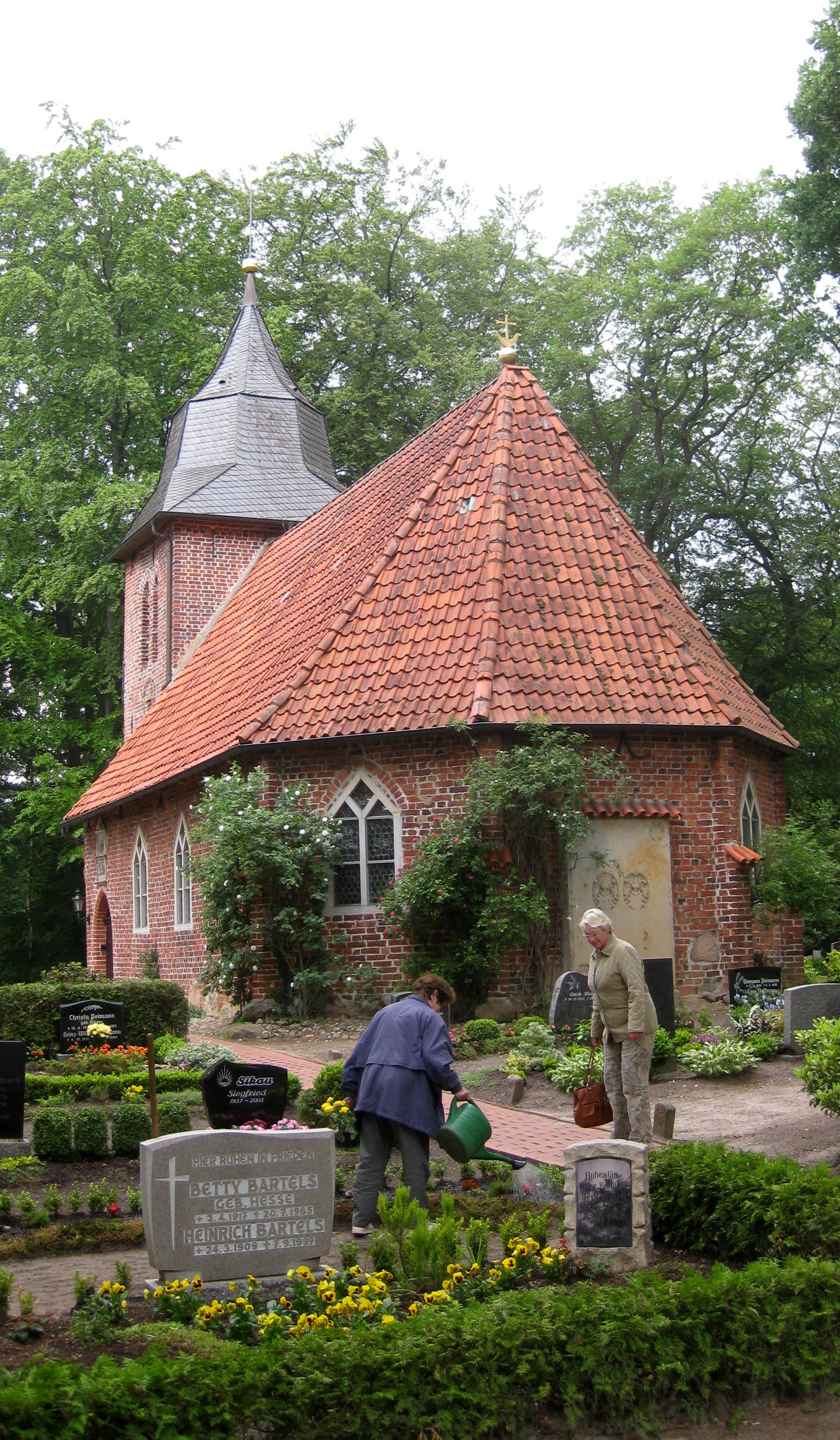
St. Christophorus-Kirche
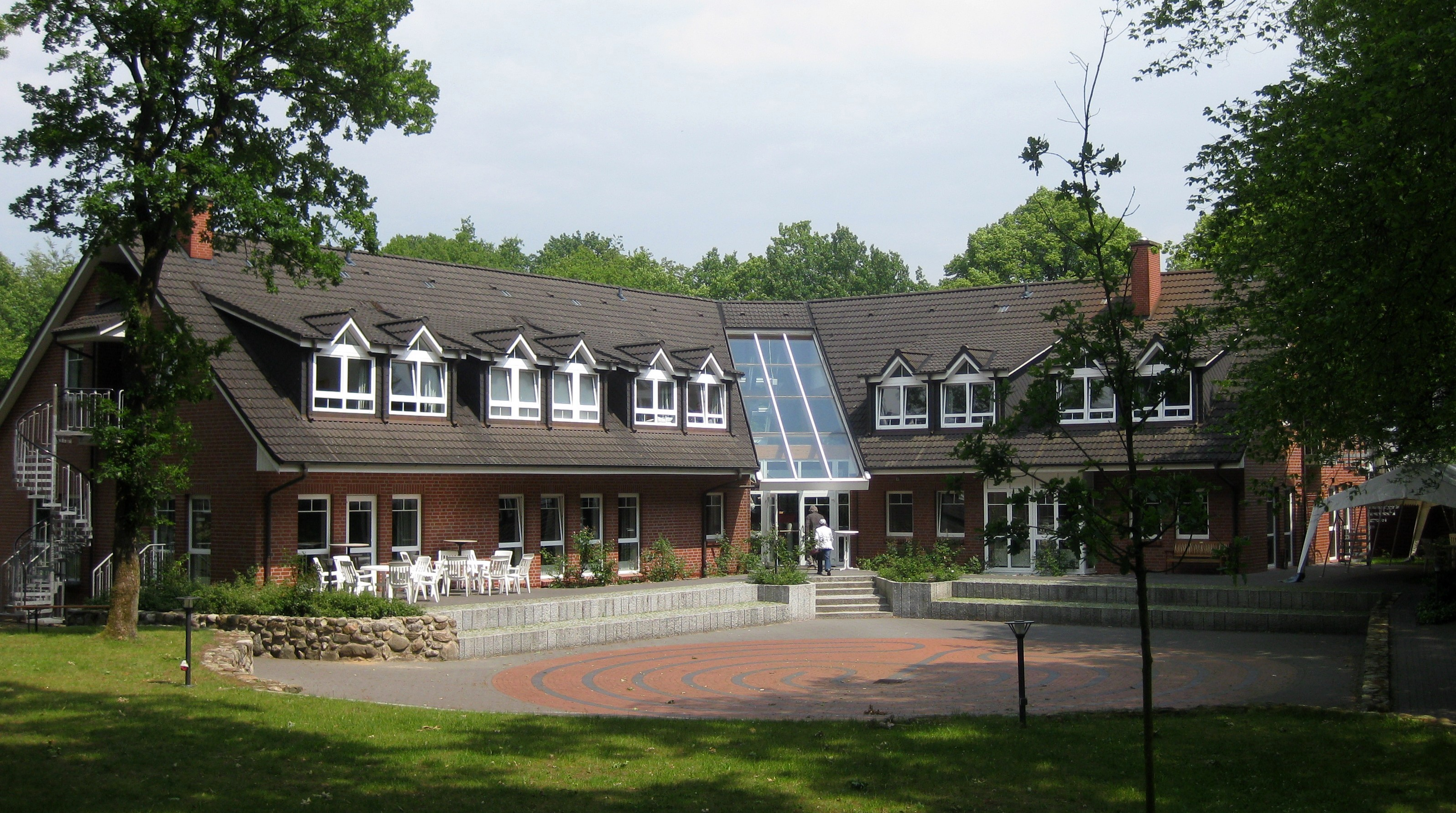
Freizeit- und Begegnungsstätte Oese